# Kabinett De Geer II

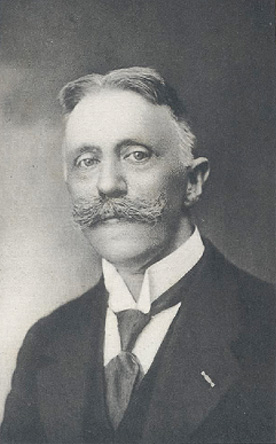
Ministerpräsident Dirk Jan de Geer.

Das Kabinett De Geer II war die Regierung der Niederlande von 1939 bis 1940 unter Ministerpräsident Dirk Jan de Geer, der bereits von 1925 bis 1926 Ministerpräsident war. Bei diesem Kabinett handelte es sich um ein Mitte-Links-Notkabinett, dem erstmals zwei Mitglieder der Sozialdemokratischen Arbeiterpartei SDAP Sociaal-Democratische Arbeiderspartij angehörten. Es bestand außerdem aus Ministern von RKSP, CHU, VDB, einem ARP-Mitglied (ohne Zustimmung seiner Partei) und zwei parteilosen Mitgliedern. Kurz nach seinem Amtsantritt am 10. August 1939 wurde das Kabinett mit der drohenden Situation des Zweiten Weltkrieges konfrontiert und beschloss die Mobilisierung der Streitkräfte.
Im Mai 1940 marschierte Deutschland ohne Vorwarnung in die Niederlande ein und besetzte das Land nach fünftägigen Kämpfen. Das Kabinett emigrierte nach dem Vorbild des Königshauses nach England, um von dort aus die weitere Kriegsbeteiligung zu steuern. Das Kabinett war nicht über den Abgang von Königin Wilhelmina informiert worden. Das Kabinett trat sein Amt am 10. August 1939 an. Es trat am 26. August 1940 zurück, nachdem Königin Wilhelmina I. das Vertrauen in Ministerpräsident De Geer aufgrund dessen instabiler Haltung gegenüber der Fortsetzung des Kampfes gegen Deutschland verloren hatte. Daher musste ein neues Kabinett gebildet werden, das mit dem Kabinett Gerbrandy I am 3. September 1940 sein Amt antrat.

## Bildung des Kabinetts

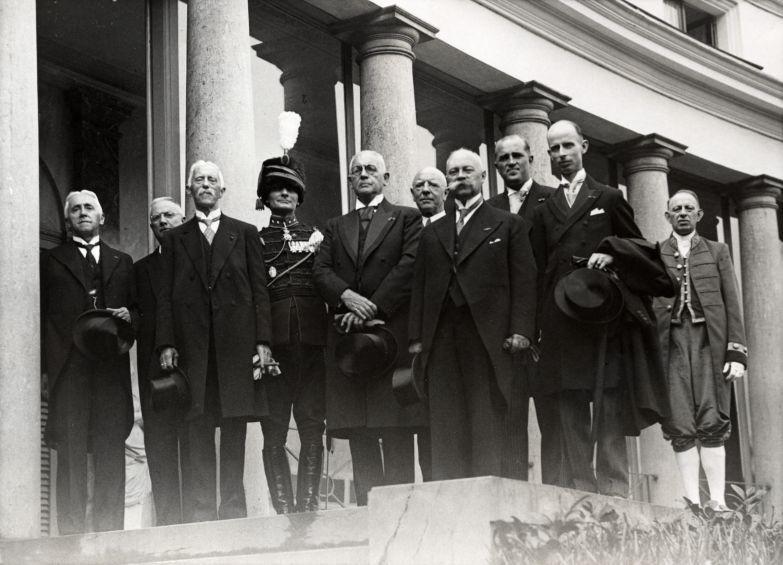
Das Kabinett De Geer II (10. August 1939).

Nach dem Sturz des fünften Kabinetts Colijn wurde De Geer als „Formateur“ mit der Regierungsbildung beauftragt. Er strebte ein möglichst breites Kabinett an, ohne direkte Verbindungen zu Fraktionen im Parlament, den Generalstaaten. De Geer gelang es, Minister aller großen Parteien mit Ausnahme der Liberalen zu finden. Der Justizminister Pieter Sjoerds Gerbrandy von der ARP trat jedoch gegen den Willen seiner Partei dem Kabinett bei und die ARP konnte daher nicht als Regierungspartei angesehen werden. Der bisherige Ministerpräsident Hendrikus Colijn, der von De Geer gebeten wurde, Premierminister zu werden, lehnte ab. Auch Pieter Oud vom VDB lehnte eine Berufung zum Finanzminister ab. De Geer übernahm daher beide Funktionen. Im Mai 1940 wurde das Ministerium für Landwirtschaft und Fischerei neu eingerichtet.

## Politische Situation und Gesetzgebung
1939 wurde das erste Kindergeldgesetz (Kinderbijslagwet) verabschiedet: Dieses Gesetz sah eine Leistung für Familien vor, die jedoch nur für Kinder bis zum Alter von 15 Jahren (ab dem dritten Kind) von Arbeitnehmern galt. Als Reaktion auf die zunehmenden internationalen Spannungen beschloss das Kabinett am 28. August 1939, dass Heer (Koninklijke Landmacht), Marine (Koninklijke Marine) und Luftwaffe (Koninklijke Luchtmacht) am nächsten Tag mobilisieren würden. Am 3. September 1939, nach dem deutschen Überfall auf Polen am 1. September, brach der Zweite Weltkrieg aus, nachdem Frankreich und das Vereinigte Königreich Deutschland den Krieg erklärt hatten. Die Niederlande wahrten ihre strikte Neutralität. Am 1. November 1939 wurde in Teilen des Landes das Kriegsrecht ausgerufen. Anfang 1940 führte ein Konflikt zwischen Verteidigungsminister Adriaan Dijxhoorn und Oberbefehlshaber Izaäk Reijnders über die zu verfolgende Strategie zu dessen Entlassung. General Henri Winkelman wurde daraufhin der neue Oberbefehlshaber. Am 7. Mai 1940 wurde der gesamte Militärurlaub wegen einer möglichen deutschen Invasion gestrichen. 

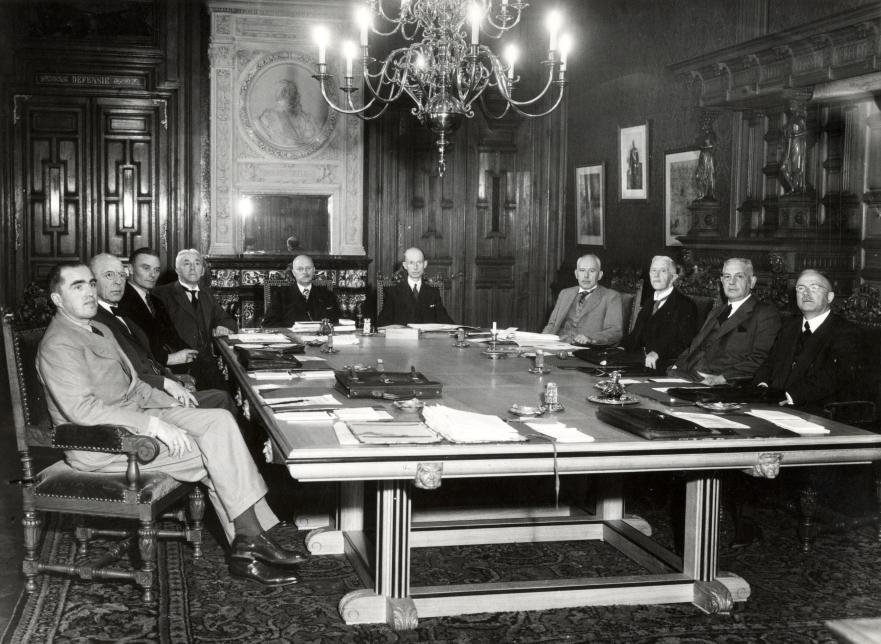
Sitzung des zweiten Kabinetts De Geer (6. September 1939).

Nachdem mehrere vorangegangene Angriffe in letzter Minute abgebrochen wurden, erfolgte am frühen Morgen des 10. Mai 1940 die deutsche Invasion in den Niederlanden. Dagegen wurde in einer königlichen Proklamation entschieden protestiert. Trotz wiederholter Anfragen gab Ministerpräsident De Geer jedoch keine Erklärung in der Zweiten Kammer der Generalstaaten ab. Deshalb sprach dort nur der Vorsitzende der Zweiten Kammer Josef van Schaik. In einer kurzen Rede protestierte er entschieden gegen den deutschen Angriff. Die Autorität wurde am 13. Mai 1940 im Beisein der Generalsekretäre an General Henri Winkelman übertragen. Dies geschah tatsächlich auf Befehl der Minister für Landwirtschaft und Fischerei Aat van Rhijn und dem Minister für Handel, Industrie und Schifffahrt Max Steenberghe, die sich im Gegensatz zu ihren Kollegen noch in Den Haag befanden. Die anderen Minister waren bereits in Hoek van Holland. Am 13. Mai floh Königin Wilhelmina I. nach erfolglosen Versuchen, Zeeland zu erreichen, nach London. Kronprinzessin Juliana und ihr deutscher Ehemann Bernhard zur Lippe-Biesterfeld waren mit ihren Kindern Prinzessin Beatrix und Prinzessin Irene bereits nach England aufgebrochen.

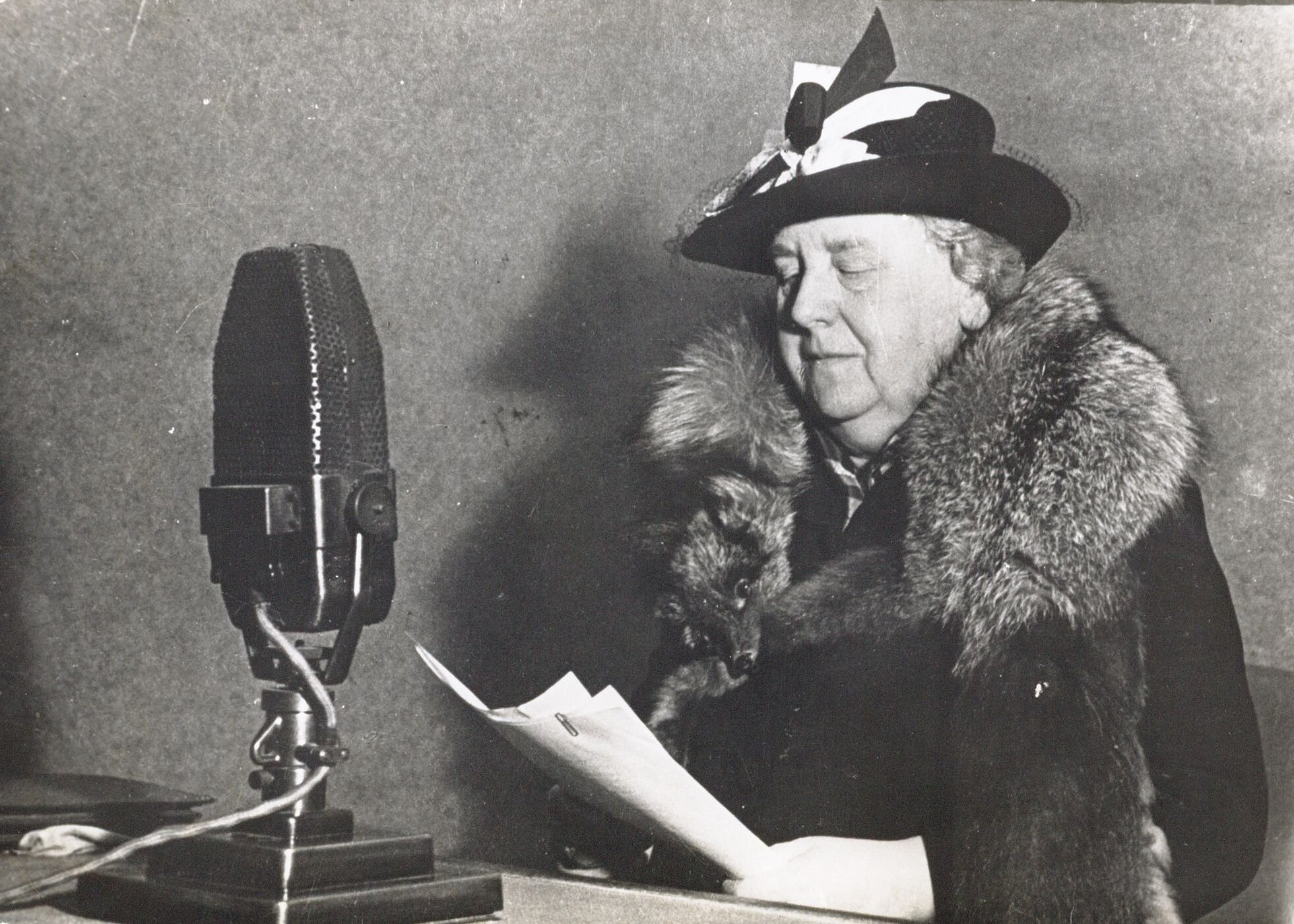
Königin Wilhelmina befand sich nach der deutschen Besetzung der Niederlande 1940 wie die Regierung der Niederlande im Exil in London.

Das Kabinett reiste ebenfalls nach London und wurde dabei auch von den Generalsekretären Anthony Michiel Cornelis van Asch van Wijck und Jan van Angeren sowie dem Vizepräsidenten des Staatsrates begleitet. Ohne viel Erfolg hatte die niederländische Regierung Frankreich und Großbritannien um militärische Unterstützung gebeten. Außenminister Eelco van Kleffens und Kolonialminister Charles Welter waren bereits am Morgen des 10. Mai 1940 mit dem Wasserflugzeug nach London geflogen. Kurz nach dem Abzug der Regierung, nach vier Tagen vergeblicher Kämpfe gegen die militärische Übermacht und nach der Bombardierung Rotterdams, beschloss Oberbefehlshaber Winkelman die Kapitulation.
In den Niederlanden wurde ein deutsches Regime mit Reichskommissar Arthur Seyß-Inquart an der Spitze errichtet. Die niederländischen Beamten, die von den Generalsekretären geleitet wurden, standen unter der Aufsicht der deutschen Besatzer. Die Zweite Kammer und die Zweite Kammer der Generalstaaten wurden außen vor gelassen und hatten keine Bedeutung. Das niederländische Kabinett in London schloss sich dem Kampf der Alliierten an, obwohl es Minister wie De Geer, Welter und Van Rhijn gab, die die Briten zunächst zu Verhandlungen mit Deutschland drängten. Eine Zeit lang wurde darüber nachgedacht, die Regierung nach Niederländisch-Ostindien zu verlegen, was jedoch letztendlich nicht geschah. Dies könnte ein bewusster Versuch seitens Königin Wilhelmina gewesen sein, das Kabinett loszuwerden, das ihr nicht besonders gefiel.

## Mitglieder des Kabinetts
Dem Kabinett gehörten folgende Personen an:
| Amt                                               | Amtsinhaber                      | Partei      | Beginn der Amtszeit | Ende der Amtszeit |
| ------------------------------------------------- | -------------------------------- | ----------- | ------------------- | ----------------- |
| Ministerpräsident                                 | Dirk Jan de Geer                 | CHU         | 10. August 1939     | 3. September 1940 |
| Minister für Allgemeine Angelegenheiten           | Dirk Jan de Geer (kommissarisch) | CHU         | 10. August 1939     | 3. September 1940 |
| Außenminister                                     | Eelco van Kleffens               | Parteiloser | 10. August 1939     | 3. September 1940 |
| Justizminister                                    | Pieter Sjoerds Gerbrandy         | ARP         | 10. August 1939     | 3. September 1940 |
| Innenminister                                     | Hendrik van Boeijen              | CHU         | 10. August 1939     | 3. September 1940 |
| Minister für Unterricht, Kunst und Wissenschaften | Gerrit Bolkestein                | VDB         | 10. August 1939     | 3. September 1940 |
| Finanzminister                                    | Dirk Jan de Geer                 | CHU         | 10. August 1939     | 3. September 1940 |
| Verteidigungsminister                             | Adriaan Dijxhoorn                | Parteiloser | 10. August 1939     | 3. September 1940 |
| Minister für Wasserwirtschaft                     | Willem Albarda                   | SDAP        | 10. August 1939     | 3. September 1940 |
| Wirtschaftsminister                               | Max Steenberghe                  | RKSP        | 10. August 1939     | 9. Mai 1940       |
| Minister für Handel, Industrie und Schifffahrt    | Max Steenberghe                  | RKSP        | 9. Mai 1940         | 3. September 1940 |
| Minister für Landwirtschaft und Fischerei         | Aat van Rhijn                    | CHU         | 9. Mai 1940         | 3. September 1940 |
| Sozialminister                                    | Jan van den Tempel               | SDAP        | 10. August 1939     | 3. September 1940 |
| Kolonialminister                                  | Charles Welter                   | RKSP        | 10. August 1939     | 3. September 1940 |

## Hintergrundinformationen
- Promovendus zet vraagtekens bij kritiek op De Geer. In: Parlement & Politiek. 31. Mai 2012, abgerufen am 3. Januar 2024 (niederländisch).
- Bundel Oorlogsdagboeken minister Van Kleffens gepubliceerd. In: Parlement & Politiek. 30. April 2019, abgerufen am 3. Januar 2024 (niederländisch).